# M/V Probo Emu
Probo Emu var ett OBO-fartyg som ägdes av Prime Marine Management Inc och befraktades av Trafigura. Hon var försäkrat av GARD P&I CLUB.
Fartyget byggdes år 1989 som Probo Bani på Hanjin Heavy Industries i Busan i Sydkorea och levererades till K/S A/S Bani i Oslo. År 1999 såldes hon till 
Probo Emu Shipping Inc i Panama och döptes om till Probo Emu. Efter ett ägarbyte såldes hon i februari 2007 till 
Gulf Sieb Shipping Inc och döptes om till Gulf Sieb. År 2011 skrotades hon i Alang i Indien.

## Vest Tank-olyckan
Probo Emu var det första fartyget som levererade avfall från tvättning av koksbensin till Vest Tank-anläggningen vid Sløvåg i Gulens kommun i Norge. Denna typ av avfall var av samma typ som det som orsakade miljökatastrofen på Elfenbenskusten 2006.
Det var detta avfall och avfall från senare tvätt av koksbensin vid Vest Tanks anläggning som exploderade den 24 maj 2007 i Vest Tank-olyckan.  Både Vest Tank och Trafigura har anklagats för illegal import av miljöavfall.